# São José dos Pinhais
Sao José dos Pinhais – brazylijskie miasto w stanie Parana.
W mieście rozwinął się przemysł samochodowy, drzewny, chemiczny, maszynowy oraz spożywczy.

## Sławne miejsca
- Fabryka Volkswagena i Audi
- Fabryka Nissana i Renault